# Rawlins Cross
Rawlins Cross — канадская келтик-рок-группа, основанная в 1988 году. Название группа получила от известного одноимённого перекрёстка в их родном Сент-Джонсе.
Выпустив с 1988 по 2000 гг. шесть полноформатных релизов, Rawlins Cross удостоилась победы в East Coast Music Awards и номинации на премию Джуно. Телевизионные выступления помогли увеличить количество поклонников, а во время концертных туров группа выступала совместно с лучшими симфоническими оркестрами. В декабре 2000 года Rawlins Cross совершили последнее выступление в сопровождении Эдмонтонского симфонического оркестра. Между участниками не было никаких обид, только желание попробовать нечто новое. Большинство из них начали собственные сольные карьеры.
После затяжного перерыва группа воссоединилась осенью 2008 года и выпустила седьмой полноформатный релиз, Anthology.

## Дискография

### Альбомы
| Год  | Название             |
| ---- | -------------------- |
| 1989 | A Turn of the Wheel  |
| 1992 | Crossing the Border  |
| 1993 | Reel 'N' Roll        |
| 1996 | Living River         |
| 1997 | Celtic Instrumentals |
| 1998 | Make It on Time      |
| 2008 | Anthology            |
| 2010 | Heart-Head-Hands     |

### Синглы
| Год  | Название                     | Чарты  | Чарты | Альбом          |
| Год  | Название                     | CAN AC | CAN   | Альбом          |
| ---- | ---------------------------- | ------ | ----- | --------------- |
| 1994 | "Reel 'N' Roll"              |        |       | Reel 'N' Roll   |
| 1994 | "Long Night"                 | 60     |       | Reel 'N' Roll   |
| 1996 | "When My Ship Comes In"      |        |       | Living River    |
| 1996 | "The Long Way Home"          | 49     | 58    | Living River    |
| 1998 | "You Will Always Be My Love" |        |       | Make It on Time |
| 1998 | "Where Would I Be"           | 56     |       | Make It on Time |

## Награды и номинации
- 1997 Juno Awards
  - Nominations
    - Best Roots/Traditional Album - Living River
    - Best Album Design - Living River

- 1999 East Coast Music Awards
  - Winner
    - Best Roots/Traditional

  - Nominations
    - Entertainer of the Year
    - Best Group of the Year